# Стадников, Андрей Вячеславович
Андрей Вячеславович Стадников (род. 21 марта 1988, Новосибирск, СССР) — российский драматург, режиссёр.

## Биография
Родился в 1988 году в Новосибирске. До 16 лет жил в городе Бердске Новосибирской области.
Выпускник ВГИКа (режиссерский факультет, документальное кино), Школы театрального лидера (Центр имени Вс. Мейерхольда, 2012) и магистратуры Школе-студии МХАТ (выпуск 2012 года, курс Кирилла Серебренникова), участник Группы юбилейного года в Театре на Таганке.
Пьесы
- «Смерть Андрюши» (шорт-лист фестиваля молодой драматургии «Любимовка» (2010 г.); премия имени Тома Стоппарда за яркий дебют на международном конкурсе драматургии «Свободный театр»; лонг-лист международного конкурса драматургов «Евразия»);
- «Офелия» (шорт-лист фестиваля «Любимовка-2011», лонг-лист международного конкурса драматургов «Евразия-2011»);
- «Солнце» (лонг-лист литературной премии «Дебют» в 2012 г., шорт-лист фестиваля кино и театра о современности «Текстура»);
- «Теракты» (шорт-лист фестиваля молодой драматургии «Любимовка-2013», шорт-лист фестиваля «Текстура» в 2013 г.).

Драматург в театре:
- 2011 — «Это тоже я». Копродукция школы-студии МХАТ (Мастерская Дмитрия Брусникина) и театра «Практика» (Москва).
- «Горько!». Вербатим, в соавторстве с Сашей Денисовой и Любовью Мульменко в Прокопьевском театре им. Ленинского комсомола (спектакль создан при поддержке Министерства культуры РФ при участии Фестиваля молодой драматургии «Любимовка» и творческого объединения «КультПроект»). Спектакль – участник внеконкурсной программы «Маска PLUS» национальной театральной премии и фестиваля «Золотая Маска» в 2012 г.
- «Клавдия». Тюменский театр «Ангажемент».
- 2012 — «Кукольный дом», театр «Приют комедианта» в Санкт-Петербурге (реж. Юрий Квятковский), спектакль был номинирован на национальную театральную премию «Золотая Маска».
- 2016 — «Чайка», Электротеатр Станиславский.
- 2019 — «Время роли», Образовательный центр ММОМА.
- 2019 — «Право на отдых», Театр «Практика».
- 2020 — «Черная книга Эстер», Боярские палаты СТД.
- 2022 — «Калки», Боярские палаты СТД.
- 2023 — «Здесь дом стоял», РАМТ.

Участник программы «Новая пьеса» национальной театральной премии «Золотая Маска» в 2014 г.

### Режиссёрские работы в театре
- 2013 — «Репетиция оркестра». Московский театр на Таганке;[1].
- 2015 — «СЛОН». Мастерская Брусникина [2].
- 2016 — «Нация». Мастерская Брусникина
- 2016 — «Отпуск без конца» Московский драматический театр имени А. С. Пушкина;[3].
- 2017 — «Потомки солнца», Театр Труда [4].
- 2017 — «Родина», Центр им.В.Мейерхольда [5].
- 2019 — «CHOW DOWN! (ЖРИ)» (фестиваль «Штирийская осень», Грац, Австрия).
- 2021 — «Торжество», Центр им.В.Мейерхольда.
- 2022 — «Человек из Кариота», Боярские палаты СТД.
- 2022 — «Ребёнок из Кариота», Боярские палаты СТД.

### Режиссёрские работы в кино
В 2011 году снял документальный фильм «Громов», который получил приз как лучший короткометражный документальный фильм на кинофестивале «Послание к человеку».
В 2020 году вышел документальный фильм «Без спектакля» (режиссёр Полина Манцурова) про спектакль «Родина».
В 2020 году выпустил полнометражный фильм «Смерть Дантона» (по пьесе Георга Бюхнера и собственным наработкам).